# ナチスのプロパガンダ

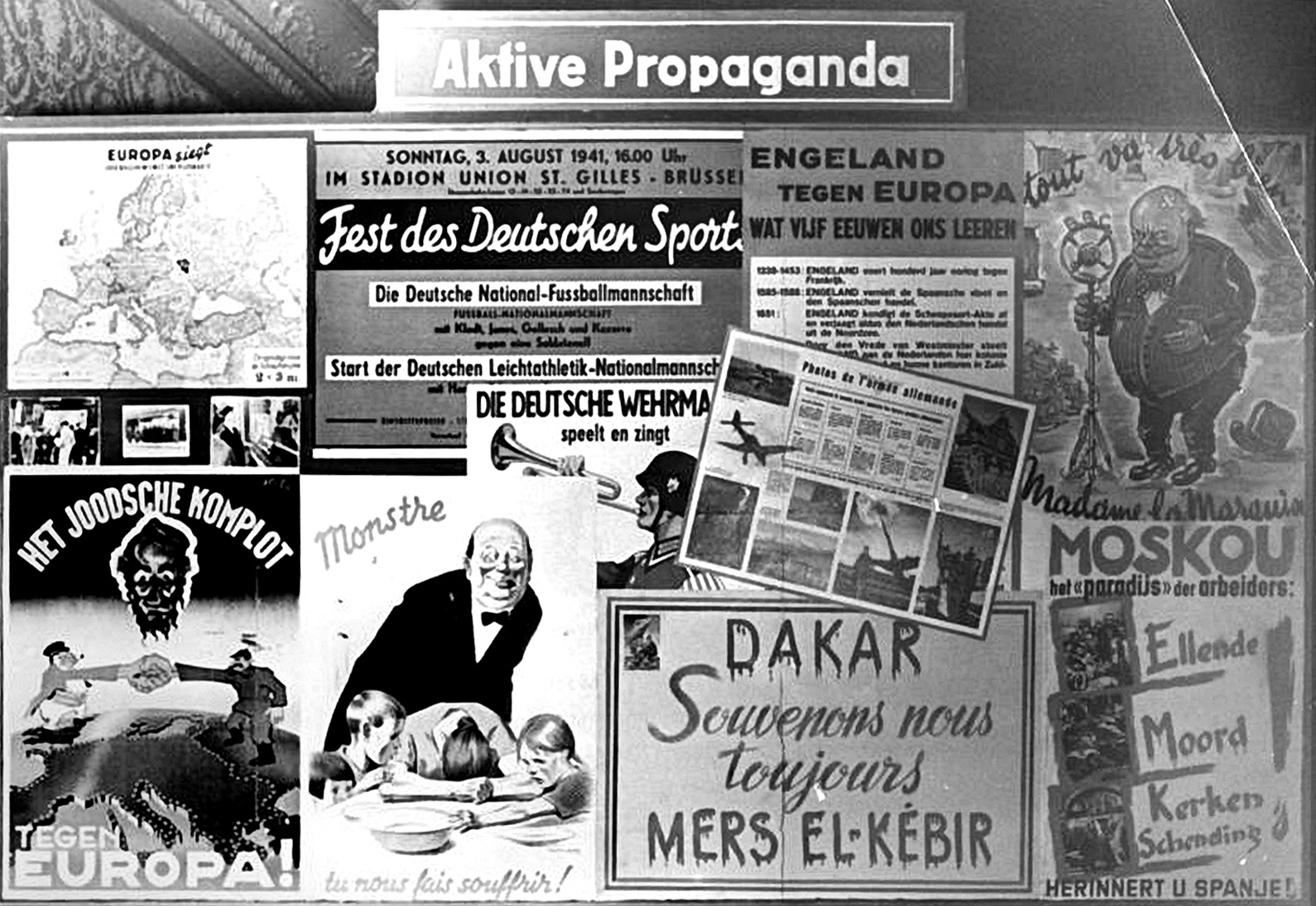
ベルギーにおける宣伝部門の活動展示、1941年12月/1942年1月。

ナチスのプロパガンダは、ナチズムを信奉する者にとって、特にナチ党（NSDAP）にとって要となる活動の一つであった。ヴァイマル共和政時代では1933年の政権獲得、ナチス時代のドイツ国では権力維持に大きな役割を果たし、また戦争動員のイデオロギーとして機能した。

## 概要
ナチスのプロパガンダの主要テーマには、ナショナリズム、人種主義、反セム主義とこれと密接に関連する反共産主義、またイデオロギーとしては民族共同体、戦争の英雄を賛美する軍国主義があり、加えてナチスの女性像、独裁者アドルフ・ヒトラーに無条件に服従する総統崇拝が挙げられる。戦争準備に直結したものとして、「土地なき民のドイツは、力尽くで生存圏を東方に獲得するほかない」という言説があり、社会ダーウィニズムの視座から「強者の権利」と正当化された。
ナチスのプロパガンダは、内容面からいうと、テーマを重要なものに絞ることで、記憶に残り、感情に訴えかけるスローガンを作り出すものであった。これはアドルフ・ヒトラーのプロパガンダの指針を踏襲したものである。1924年から1926年にかけて書かれた基本の書『我が闘争』にはこうある。「プロパガンダの芸術とは、まさにこの点にある。すなわち大衆の感情に基づく表象世界を理解し、心理学から見て正しい形式をとれば、注目を集めるばかりか、ひいては広範な大衆の心へ至る道を見出すのである。」
ナチ・プロパガンダを広める際に重要な手段となったのが、書籍や新聞、またラジオや映画といった新しいメディアであった。ナチのプロパガンダで主要な部分を占めたのは、ナチスの映画政策であった。この他にも重要な役割を果たしたものに、公共空間で行われる集会や行進、学校での授業、ヒトラーユーゲント、ドイツ少女連盟といった慈善の団体、物質面での優遇などがあった。
ナチスのプロパガンダを広め、統括する中核機関として設置されたのが、ヨーゼフ・ゲッベルスによる帝国国民啓蒙宣伝省である。

## 発展過程

### ヒトラー『我が闘争』に見るナチスのプロパガンダ指針
1924年から1926年にかけて著した『我が闘争』で既にヒトラーは、後のナチスのプロパガンダにとって核となる原型と指針を編み出していた。これによれば、プロパガンダが焦点を合わせるべきは専ら感情に他ならず、知能へは非常に限られた場合のみである、とされた。プロパガンダで必須なものとして「庶民が親しめるものであること、そして対象とする者のなかでも最も程度の低い者の受容力に合わせること」を挙げた。また「プロパガンダに学術講義のような多面性を与えようとすることは誤り」とした。プロパガンダと客観的であること、また真実であることは、操作する上でどのようにかかわるのか、ヒトラーははっきりと自己の考えを明らかにした。プロパガンダとは「真実が他者を利する限り、大衆に向かって教条的に正しく客観的にこれを追究するためではなく、絶え間なく大衆を自らの意のままにするためにある。」
広範な大衆に向けたプロパガンダの根本原則とは、ヒトラーによれば、テーマ、考え、結論を絞り、執拗に繰り返せばよい、とした。 
ヴィクトール・クレンペラーは、後に著書『第三帝国の言語「LTI」―ある言語学者のノート』において、ナチスの言語とのかかわりについて述べた。結論としては、ナチスのレトリックが人々に影響を与えたが、これは個々の演説やビラなどによるものではなく、ナチ的イメージが刷り込まれた常に同じ概念や常套句を、判で押したように繰り返すことによるものであった、とした。

### 1933年以前のナチスのプロパガンダ
1923年11月のミュンヘン一揆に失敗した後、ヒトラーはナチ党の新行動計画を策定した。これによれば、合法的な方法で政権の座に就くべく、クーデター戦術は新たな「合法戦術」に置き換えねばならないとした。その実現のためには、ナチ党は過激分派のイメージを拭い去り、大衆に基盤をつくる必要があった。そこでは、様々な民主主義政党が行った組織化活動が手本とされた。議会主義といった政治上の抵抗勢力を、彼らの武器を利用し、打倒しようとしたのである。
「大衆動員」を達成するため、政治活動の重点はプロパガンダに置かれた。ヒトラーは『我が闘争』で既に以下の原則を編み出していた。
- テーマや標語を絞る
- あまり知性を要求しない
- 大衆の情緒的感受性を狙う[8]
- 細部に立ち入らない
- 信条に応じ、何千回と繰り返す

こうしてナチ・プロパガンダの定式が決まり、ナチスの装置として最も成功した武器となった。
ナチスのプロパガンダと相対する概念であったのが、他の民主主義政党の採った方法であり、理性的な論拠に基づき政策を広報していた。ナチスのプロパガンダは、説明を意図的に放棄する代わりに、非理性的なもの、感情が左右する「敵か味方か」という類型に訴えかけるものであった。集会での演説は、1933年までナチスにとって最も重要な煽動の手段であった。ここで目的とされたのは、具体的計画を示し、選挙公約や政治目標を説明することではなく、曖昧模糊としたナチズムへの「漠然とした信仰」を普及することにあった。来る将来展望の点については、宣伝担当者は処方箋通りに、万人に全てを約束したが、具体的な明言は避けた。こういった方式に基づいているため、基本的にヒトラーの演説の内容は内容がなく、感情的にまくし立てて国民を扇動することが基本路線であった（後述）。
全国宣伝指導部（Reichspropagandaleitung）の長である全国宣伝指導者（Reichspropagandaleiter）は、1926年までは党首であるヒトラー自身が兼務していた。その後、このポストは党のナンバー2であったグレゴール・シュトラッサーに移り、さらに1929年にヨーゼフ・ゲッベルスが引き継いだ。ゲッベルスのもとでナチ党宣伝局は大きく拡張され、ナチ党の政権奪取に決定的な役割を果たすことになる。

### 1933年政権掌握以降のナチスのプロパガンダ

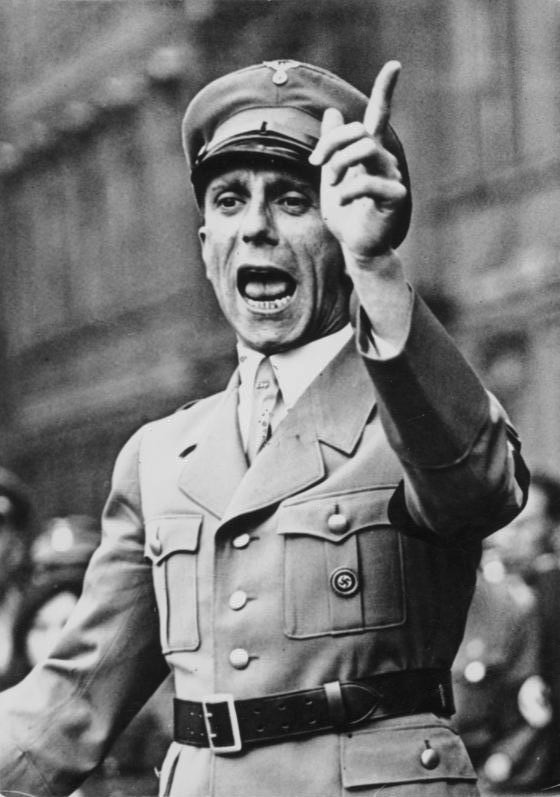
突撃隊の点呼で演説する宣伝大臣ヨーゼフ・ゲッベルス、1934年8月25日、ベルリン・ルストガルテン。

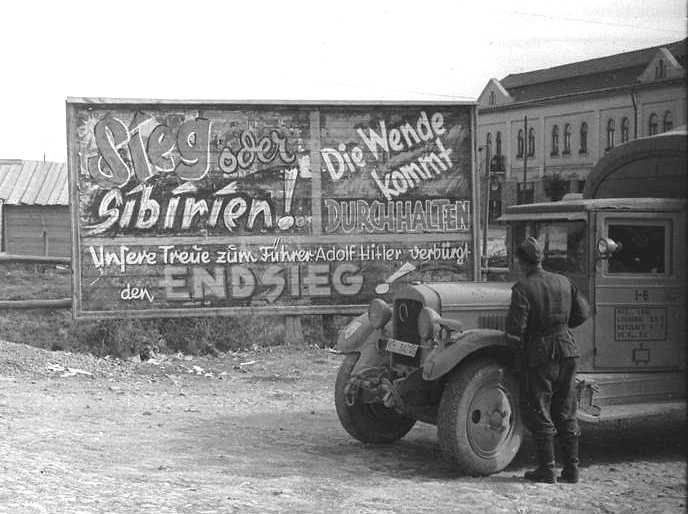
宣伝スローガン、1944年。

1933年1月30日、ヒトラーがドイツ国首相に任命され、ヒトラー内閣が成立した。与党となったナチ党は3月5日の国会選挙に向けて政府機関をも駆使したプロパガンダを強化することが可能となり、その結果としてナチ党は国会議員の647議席中288議席を獲得する大勝利をおさめた。3月14日、大統領パウル・フォン・ヒンデンブルクはヒトラーの要請にもとづいて「帝国国民啓蒙宣伝省」の新設を承認し、ナチ党宣伝全国指導者であるゲッベルスを国民啓蒙・宣伝大臣に任じた。その前日にヒトラーは、ナチ党の政権掌握に続き、ミュンヘンで「州の政治意思の均一化」を命令した。ゲッベルスが党と政府の宣伝政策の責任者を兼任したことにより、国家全体にわたる宣伝活動が組織的に実施されることになった。意見形成の最重要機関は今やナチ党の装置に組み込まれ、ベルリンから一元的に指令されることになった。ナチ党はこうして国家的なプロパガンダを手中に収めたのである。
可能な限り多くの市民が聴取できるように、ナチ党が特別に開発を推進し、大々的に生産されたのが「国民受信機」であり、国民からはすぐに「ゲッベルスの大口 （Goebbelsschnauze）」とあだ名された。価格は76ライヒスマルク（従来のラジオは200から400ライヒスマルク）と安価に抑えられ、国民のほとんどが手にすることができた。そのためラジオは、すぐにナチスのプロパガンダで影響力の大きなメディアへと成長した。しかし休む間もなく声を張り上げる政治宣伝番組が続くと、これに嫌気が差す国民が急速に増えていった。そこでゲッベルスは必要に迫られ、より一層人々の気をそそり、気晴らしになるような番組制作へと舵を切った。例えばリクエスト番組の希望音楽会、ラジオドラマ、戦果に胸が高鳴る国防軍戦況発表などである。
また国民の意見傾向の確認とこれに対応した宣伝が重要であった。日々刻々と移り変わる世論に、できる限り迅速に対応する必要があった。1938年11月のポグロム（いわゆる「帝国水晶の夜」）、すなわちナチ政権が組織的にドイツ全土でほぼすべてのシナゴーグ、無数のユダヤ人商店や施設、ドイツ系ユダヤ人の住居を破壊した事件であるが、この事件後、人々の間でも、また党内でも、経済を損なうこの類の度を越した暴力行為からある種、距離を置く態度が認められた。その結果、人種主義的プロパガンダは一時的に減少した。この時からユダヤ人社会に対する嫌がらせは、むしろ鳴りを潜めた。その理由は、「迫害があまり目立たず、かつ適法の範囲内で行われる」方が、住民がナチスのユダヤ人や政敵に対するポグロム政策を受け入れやすいことが確認されたためである。
第二次世界大戦末期、軍事情勢が絶望的になるのに合わせ、ラジオや特に『ドイツ週間ニュース』で一層強調されていったのが、遠のくばかりの「最終勝利」のため、国民に犠牲をささげる覚悟を決めさせることであった。戦争の1年目は「勝利は確実」と声高に語られたものの、この時になると、ただひたすら「最後まで戦う」を繰り返すばかりであった。

## 戦略

### 政治的レトリック

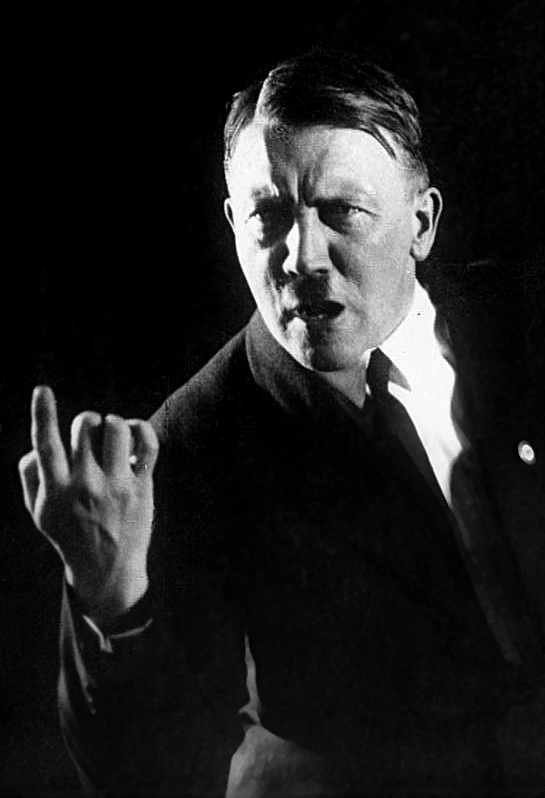
ヒトラーの演説ポーズ

ナチスの影響下、多くの概念の評価が劇的に変わった。ヴァイマル共和政の市民社会において道徳面で否定的に評価された用語は、ナチスのプロパガンダによって肯定的なものへ変えられた。例えば「rücksichtslos」（顧慮のない）という形容詞は、ナチスの用語では「ひたむき」や「エネルギッシュ」といった肯定的な意味になった。同様に「Hass」（憎悪）は特定のコンテキストでは肯定的な意味になった。「北方人種の英雄的な憎悪」は「ユダヤ人の卑劣な憎悪」に対置された。
プロパガンダ言語のこの他の特徴には「暴力のレトリック」の使用が挙げられる。特にヒトラーの演説では、政敵に対して極端に喧嘩腰なトーンで誹謗中傷し、口汚く攻撃した。政敵は凶悪犯と罵られ、さらに欺瞞、サボタージュ、ペテン、詐欺、あげく殺人と非難された。特にユダヤ人は修辞的に悪魔化されると同時に、特定の用語法で道徳的にも貶められた。例えば動物と比較して「entmenschlicht」（人の道にもとる）。「寄生虫」「カメムシ」「回虫」「害虫」といった罵り言葉を用いることによって共感を失わせ、これを聞く者が、攻撃を受ける者への同情心を失わせるものであった。その代わりに、ナチスが民族共同体にとって有害とみなし、レッテルを張られた一部の人々の物理的「抹殺」や「絶滅」については、これに応じた連想から、もっともなこと、とされた。「国民の敵」を撲滅すべく、ヒトラーやゲッベルスをはじめとするナチスの演説者は繰り返し「脅威の徹底的排除」（ゲッベルスによる1943年のスポーツ宮殿演説）や「ヨーロッパにおけるユダヤ人の絶滅」（ヒトラー）を訴えかけた。ユダヤ人に対するプロパガンダ関連では、ナチスの新聞学者ヨハン・フォン・レーアスが特別な役割を果たした。

### 総統崇拝

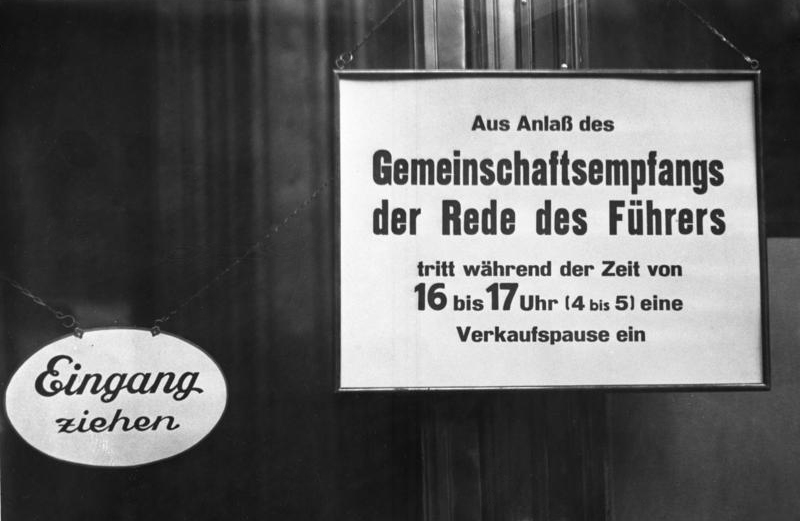
ヒトラーの演説を聞くために、一時休業した商店。

アドルフ・ヒトラーをあらゆる疑念を超越し、近寄りがたく、栄光に満ちた指導者というイメージに様式化することは、ナチスのプロパガンダにとって中心課題であった（総統崇拝、指導者原理）。そのためにはヒトラーのかなり疑わしい過去が隠蔽され、肯定的な作り話で覆われ徹底的に神格化された。「総統」の権限に対する盲目的信頼を生み出すことが目的であった。「総統、命令を、我らは従う (Führer befiehl, wir folgen)」は非常によく使われたスローガンだった。ドイツ国民だけではなくナチ党の指導部にまでこの様式化に屈した。研究プロジェクト「歴史と記憶」において、ナチス支持者へのインタビューを通じて実証に成功したように、ナチスのプロパガンダと信奉者との相互作用によるものであった。一つにはドイツ国民の大多数が恥辱の気持ちで一杯であったこと、世界大戦のトラウマが未処理で、解消されていなかったこと、心理的退行と救済の幻想によって、他方はナチスのプロパガンダによって操作されたものである。
高位のナチ政治家は特定の政治的企図に疑いを持ったとしても、密告への恐れではなく、むしろ全能の父親像との過剰な自己同一化のために声を上げなかった。ヘルマン・ゲーリングは適切に表現している。「私には良心などない！ アドルフ・ヒトラーこそ我が良心である。」
一方で同時にヒトラーの神格化や過剰な称揚を、「ヒトラーも君と僕と同じ人間だ」と個人的側面を提示して抑えようとする試みがあった。ハインリヒ・ホフマンは例えば1932年にパンフレット『知られざるヒトラー (Hitler wie ihn keiner kennt)』を出版し、そこでは「指導者（総統）」は子供好き、熱心な狩猟家、愛犬家、車好きとして紹介された。牧歌的なベルクホーフがこうした写真の背景を務めた。総じて言えば相反するヒトラーのイメージがあった。つまり孤高超然、また現代性、活力、節度、自然への愛といったものである。
ヒトラーと、菜食主義の他のナチ支持者に至っては、作曲家リヒャルト・ワーグナーの著作『宗教と芸術』の影響を受けていた。そこでは肉の消費や調理はセム的、非アーリア的遺産として批判されている。

### 集団祭祀と儀礼

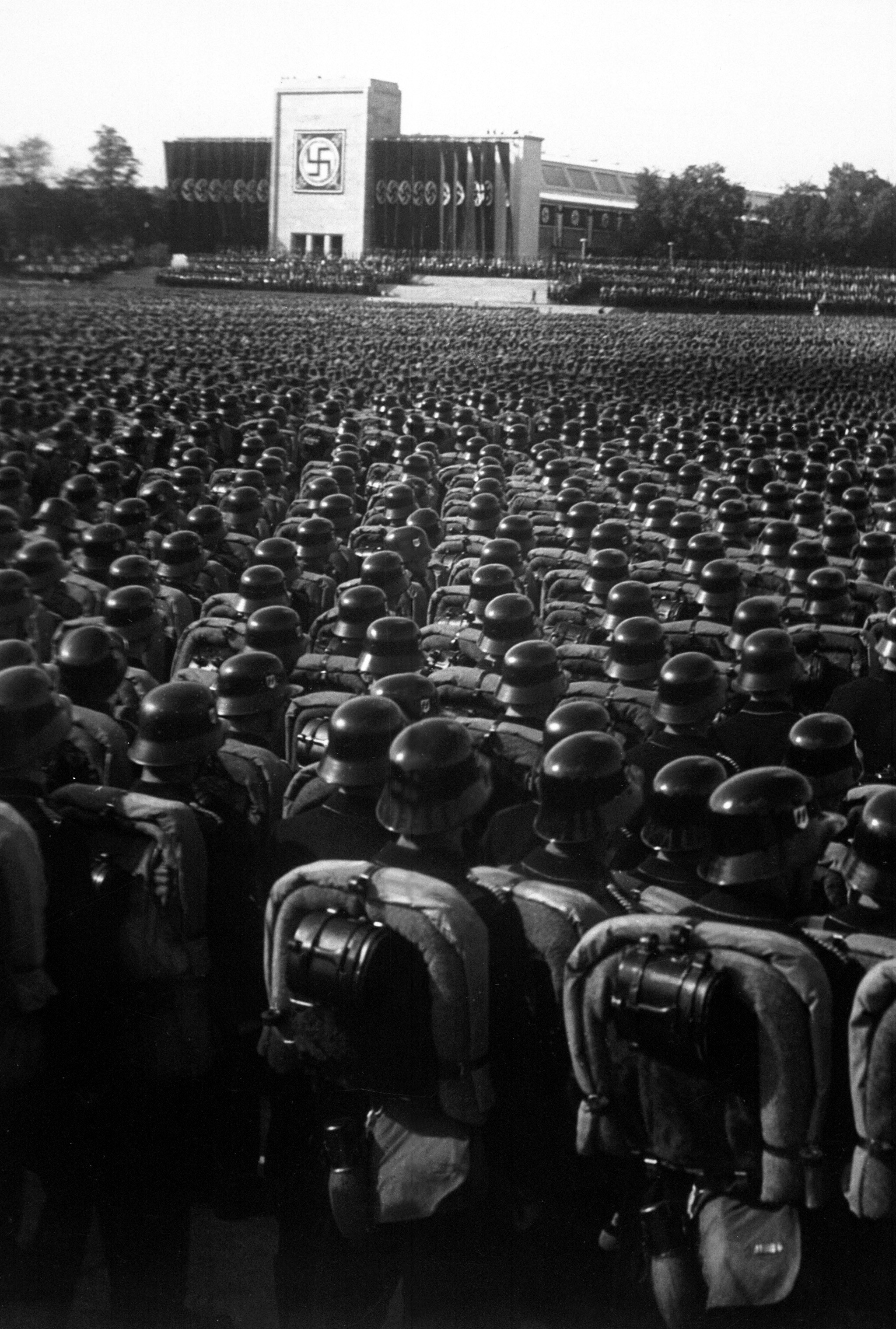
1935年にナチ党のニュルンベルク党大会での大衆集会、ナチスのプロパガンダの重要手段。

ナチ党が選挙で大勝し、1933年に政権を掌握すると、いわゆる「国民運動」が主要部分へと移行し、「象徴的コミュニケーション」という手段が用いられた。ある種の儀式によって政治的集団祭祀 という擬似宗教的な形態が作られた。この祭祀は感覚に訴えかけ、感情を呼び覚まし、思考力を麻痺させるものだった。集会、たいまつ行進、旗の点呼、集団行進、祝典、またヒトラーユーゲントやドイツ少女連盟といった青少年組織、加えて学校の教育課程を改編することでナチ党は、広範に広まっていたアイデンティティーや社会の共同体への欲求を巧妙に操作し、政治的目的に手段化することに成功したのである。

体系的に大衆に影響を与える形態についてヒトラーは、特にギュスターヴ・ル・ボンの『群衆心理』（1895年）から示唆を得た。ヒトラーは『我が闘争』にこう書いている：
大衆集会では、孤独で寂しく感じる人間が、はじめて大きな共同体というイメージを受ける。職場でみじめに感じる一人の人間が、はじめて大衆集会に足を踏み入れ、思いを同じくする者が周りに何千人といれば、何かを探す者として有無を言わせぬ感激の巨大な効果に、何千もの人々によって引き込まれるならば、新たな教義は正しい、と何千人もの目に見える賛同から裏付けられれば、その時には群集暗示の魔術的影響のもとに置かれているのである。
群集心理は意識的かつ意図的に使いられ、ナチスのプロパガンダの成功への鍵となった。
フランスの精神分析家ベーラ・グランベルジェと Pierre Dessuant がプリモ・レーヴィの発言として対談からこう引用している。「史上初めてヒトラーがかくも権力を持ち、暴力的行為を成し得たか、それはマスコミュニケーションという強大な武器を手にしていたからである。」またレーヴィは「ナチの儀式の魅力」を特に強調したのだという。「数十万人が声を一つに『我々は誓う』と叫ぶ度に、あたかも皆が一心同体になったかのようであった。」

### 福祉と消費
国民に影響を与えるため、ナチ国家が組織し、またプロパガンダが必要としたこの他の手段には、物質面での多彩な報酬があった。歴史家ゲッツ・アリーが『ヒトラーの国民国家』で示したように、ナチスが略奪したユダヤ人財産は（家具、衣類や宝石、また金銭の形で）、国民に分配されたが、これは国民からの好意を得るためであった。アリーはそのためナチス政権を「好意の独裁」と評した。「社会的・民族革命的ユートピア」はナチ党に大多数からの人気をもたらし、「社会的民族国家」 であったとされるが、ただしその善行は他者を犠牲に賄われていた。すなわちユダヤ人資産の強奪、外国の戦時略奪、強制労働である。
この好意の独裁に属するものには、体制が「贈る」善意や「歓喜力行団」の休暇旅行企画や、低価格の消費財があった。これに関連してナチスから委託を受け開発された「フォルクスワーゲン」だが、生産が始まったのは戦後になってからであった。

## 諸テーマ

### 人種主義と社会ダーウィニズム
ナチ・イデオロギーの重要な礎石は人種主義であったが、これは徹頭徹尾、疑似科学的であった。人種理論は科学的根拠を欠くものであったが、当時は非常によく知られたものであった。そこで試行されたのが「ドイツ人種」、「北方的アーリア人」のゲルマン民族（「金髪、碧眼」の典型は有名である）が、「異人種」（「スラヴ人種」などといった）「劣等人種」に比べ、優秀であることを示すことだった（→支配人種）。このドイツ民族の「天賦の優秀性」から社会ダーウィニズムの当然の帰結として導き出されたのが、異「民族」の「人種闘争」における征服、抑圧であった。イデオロギーがいうところの「ドイツ人種」は、生まれながらにして「指導」すべき運命にあるとされ、これにより社会での総統崇拝が対外関係にも適用された。似非科学的理論はこれを絶えず正当化した。第二次世界大戦はこの文脈においてドイツ民族の東方生存圏のための生物学的闘争とされた。この関連で重要な象徴となったのは、ハンス・グリム が作り出し、ナチスが受け継いだ「土地なき民」のイメージであった。
ロバート・N・プロクターは、この支配人種イデオロギーはナチスの健康のプロパガンダに密接につながっていると見ている。喫煙と肺がんとの間の因果関係を最初に確立したのがナチスの科学者だった。そして第三帝国は現代の攻撃的反喫煙キャンペーンを展開した。ナチスの食物プロパガンダのお定まりのテーマは、「自然な」食物摂取のあり方への回帰、すなわち肉、脂肪、甘いものを減らし、代わりに穀物、新鮮な果物や野菜をたくさん摂り、コーヒー、アルコールやタバコなどの人工添加物や刺激物を摂らないといったものであった。ナチスのプロパガンダは代替医療を推進し、「医薬品の無意味な大量服用」を攻撃した。

### 反セム主義
ナチスのプロパガンダの中心テーマは「除去的反セム主義 (eliminatorischer Antisemitismus)」（ダニエル・ゴールドハーゲン）であった。ナチの世界観は敵のイメージに占められていた。それがユダヤ人であった。陰謀説の形で現代の資本主義（金融資本の代表としての「彷徨えるユダヤ人」）だけではなく、共産主義ないしは「ボルシェヴィズム」もその仕業とされた。正真正銘の「悪のコングロマリット」として、「ボルシェヴィキのユダヤ人」と「ユダヤ＝ボルシェヴィキの陰謀」という二つの敵のイメージがつながっていると喧伝された。これらは特にナチスの「主席理論家」、アルフレート・ローゼンベルクが作り上げたものであった。このプロパガンダは、とりわけ後のバルバロッサ作戦にイデオロギー面での準備に役立った。
ヨーロッパのユダヤ人に対するホロコーストをプロパガンダの面で手引きし、正当化するために利用されたものが、とりわけプロパガンダ劇映画であった。例えば『ユダヤ人ジュース』では、ユダヤ人は「腐敗した人種」とされ、似非ドキュメンタリー映画『永遠のユダヤ人』では、ラットや害虫に比された。プロパガンダで非人間化（人間と見なさない）するという戦略が功を奏し、ナチスの犯罪に（特に強制収容所や絶滅収容所で）直接加担した者、隣人などといった犯罪の目撃者の心理的ハードルを引き下げる結果となった。
一方、対外的には常に、ヨーロッパのユダヤ人は幸せに暮らしている、と公表され、大量殺人が公にされることはなかった。映画『テレージエンシュタット―ユダヤ人入植地域のドキュメンタリー映画』という1945年の映画、婉曲的題名『総統はユダヤ人に街を贈る（Der Führer schenkt den Juden eine Stadt）』は、テレージエンシュタット収容所の待遇をナチスの「善行」であるとした。

### 民族共同体と英雄主義

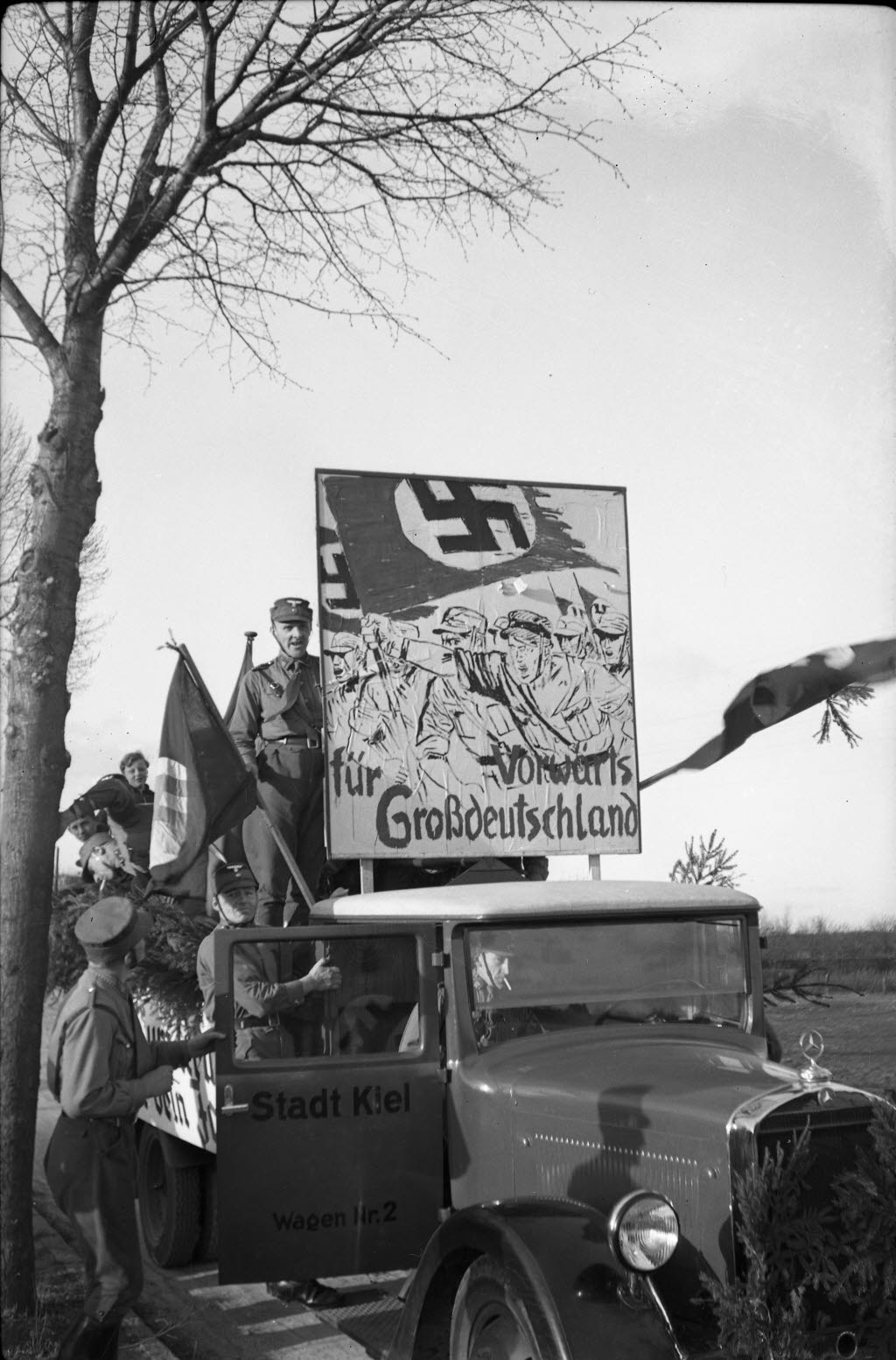
オーストリア併合の国民投票を呼び掛ける突撃隊の宣伝部隊（1938年）

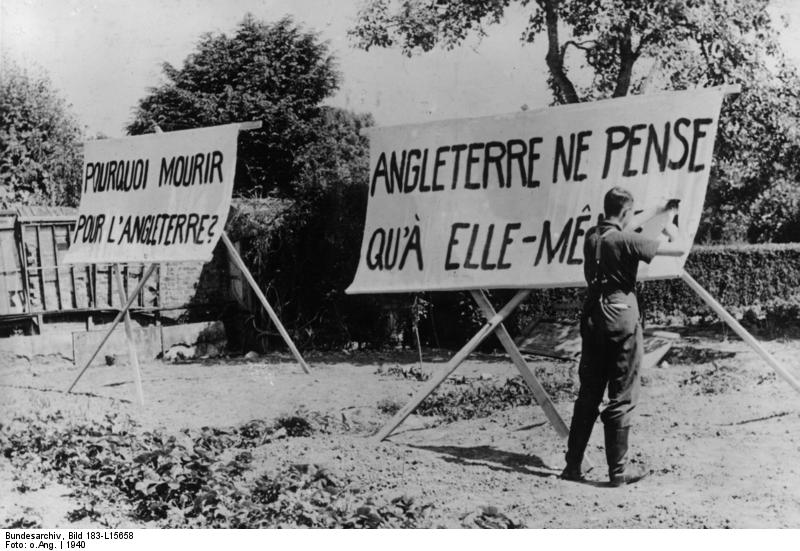
フランス語で宣伝横断幕を製作するドイツ国防軍宣伝中隊の兵士（「アクティブプロパガンダ」）

敵と味方を明確に分け、また両者の違いを事細かに、多くは人種主義を基盤に際立たせ、加えて共同体、同志、郷土、国民、民族といった概念を祭祀的に関連付けることで、同質な「民族共同体」が創設され、「ドイツ人」は皆その一員であるとされた。この「血と大地のイデオロギー」を基盤とする共同体に向けられたメッセージとは、外敵に対する戦争に負ければ「共同体が死滅」するといったものであった。これは無条件の英雄主義と兵士も市民も国民のために献身といったかたちで示された。
「ドイツ的美徳」、例えば力強さ、戦う勇気、規律、「鉄の意志 (eiserner Wille)」などを賛美したが、これは「ユダヤ的」とされた知識人すべてに対するルサンチマンから出たものであった。また「人種的退化」とされた現代を拒絶した。この「文化的退廃」はここでもまたユダヤ人の仕業とされた。現代美術、特に表現主義の作品は「退廃芸術」とされ、人前から撤去、または破却され、こうして著名な芸術家の重要作品が永遠に失われることになった。学術的な作品の他に、政権の世界観と相いれない、特に左翼の作家（ヴァイマル共和政で最も重要な作家の中でもベルトルト・ブレヒトやハインリヒ・マンなど）の書籍も同様に禁止され、公の場で行われた焚書において「非ドイツ的」として焼却された。
ナチスの芸術自体は、民族的な理想を志向し、文学では特に郷土文学が人気を集めた。造形芸術では、農民の素朴さを表現する他は、外面上、古代ギリシアと古典主義の理想を志向した。例えばアルノ・ブレーカーの塑像や、レーニ・リーフェンシュタールの映画では、とりわけ英雄的ポーズを決めた「ドイツ的戦士」が表現された。均整の取れ、優れた肉体の「アーリア的英雄」が誇示され、またたくましい肉体の労働者、特に現場労働者が、重労働に「国民のために献身的に従事する」姿も同様であった。
歌曲『君は東方に朝焼けを見るか』は戦争準備に非常に役立った。リフレイン「民衆よ、武器を取れ！」は分かりやすく、人々に広まっていた。

### 女性像
自然、真実、永遠を表すものとして女性のイメージが宣伝された。その「無個性で女性的な肉体は、ナチのイデオロギーにとってシンボルとして格好な投影先 」となることが期待された。男性が兵役に就き、前線で戦っていた時、女性はナチスのイデオロギーの究極の担い手となった。女性は「郷土戦線」で別の方法で戦うものとされた。
母親崇拝が確かに宗教的とも言えるほどに宣伝され、また攻撃的な理想的男性像に対置するものであったが、これと並行し、また矛盾する女性像があった。すなわち自立した、強い女性であり、これはドイツ少女連盟の理想に合致するものであった。14歳から18歳の少女は、間近に迫る「母親の義務」から離れ、自由を謳歌していた。国民社会主義女性同盟でも「世話と子供」の女性が一層減少し、「現代的」女性の自然な「生活圏」と宣伝された。
民族共同体のために戦う、英雄的な母親のいる家庭という理想は、経済危機や政情不安を背景に呼び起こされたものであった。安定した家庭という枠組みが宣伝され、公私の区別が暗示された。しかしこの枠組みは、実際にはその陰で個人に対し、ナチ支配による社会的要求に心構えとなるよう期待されていた。「私的な家庭生活をなくすため、市民を国家が仕向ける余暇活動に取り込むこと」が組織的に行われた。女性政策も、家庭の脱個人化を促進した。帝国女性指導者、ゲルトルート・ショルツ＝クリンクは、女性に総統と祖国に従属するよう求めた一方で、女性の主な役割は私的な分野にあると見ていた。

## メディア

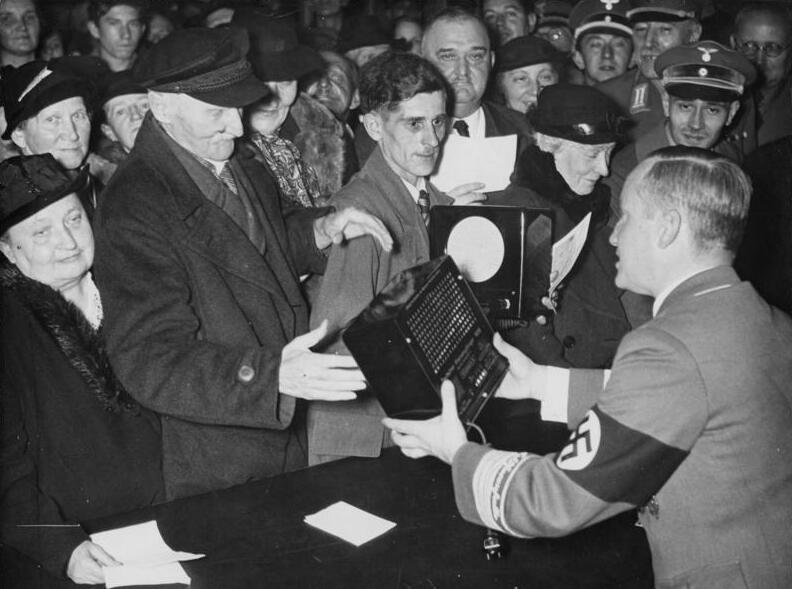
貧困層へ向けて500台分の国民ラジオを無料配布する党員（1938年）

ナチズムのプロパガンダの特徴は、特に映画やラジオといった新技術のマスメディアと緊密に、幅広く結びついたことである。しかし書籍や新聞と言った従来のメディアも、しっかりと利用された。

### 新聞
社会に対する新聞の影響は、いかなるプロパガンダにとっても重要である。ヒトラーは書いている：「新聞の大衆に対する影響は、この上なく大きく、また極めて訴求力が強い。それは一時的にではなく、継続的に利用されるためである。」既にナチスの権力掌握の5日後、新聞の均一化が開始され、1934年1月1日に著述者法の発効と国家統制の通信社（ドイツ報道社）の設立によって終結した。1933年3月13日には、ヨーゼフ・ゲッベルスの主導の下、帝国国民啓蒙宣伝省が設立された。
ドイツの新聞に対し、宣伝省からあらゆる指令が発せられた。新聞には帝国政府の記者会見への参加が義務付けられた。内容（「何を」）、表現方法（「どのように」）は事前に指定された。新聞に内容の違いが少なくなるにつれ、読者数は大きく減少した。抵抗は実際、極わずかであった。抵抗するジャーナリストは、国外に逃れるか、強制収容所に拘留された。

### 写真
政治家の肖像写真や強制収容所の人々を撮影したフリードリヒ・フランツ・バウアーなどがいた。ドイツ連邦公文書館が史料として収蔵しており、オンライン公開されている。

### 映画

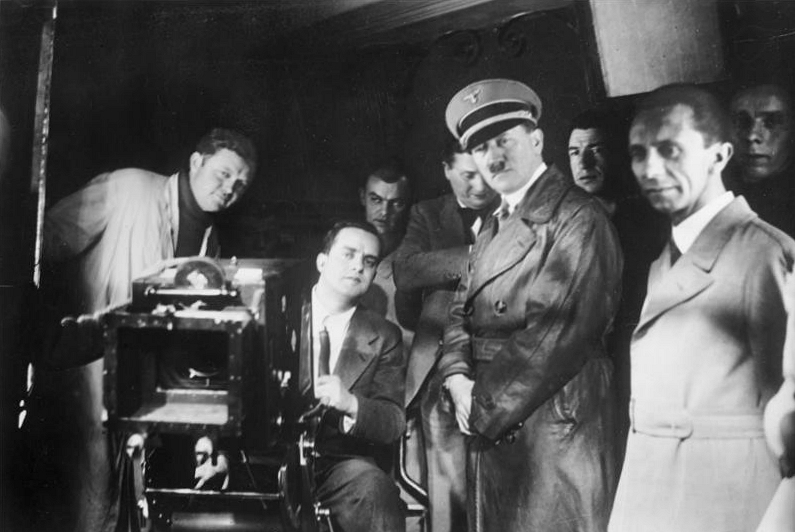
UFAを訪問するヒトラーとゲッベルス、1935年。

ゲッベルスが言ったように「プロパガンダなき良い政府は（中略）ありえません。良い政府なき良いプロパガンダと同じくです。互いに補完し合うことが必要なのです。」ゲッベルスは映画を「最新鋭の影響手段」と評した。ヒトラー自身も『我が闘争』で、映画の観客に対する強い、特別な効果について注目している。観衆は、映画のおかげで「潜在意識と感情に働きかけ、操作可能になる。」
政権掌握の以前にも、ナチ党は映画というメディアを利用していた。映画館では、はじめてナチ指導者のコマーシャルが流れた。1933年の選挙の勝利の後、帝国映画院が設立された。脚本家、監督、俳優、さらには映画館の所有者まで加入が義務付けられた。ヴァイマル共和政時代は経済的に脆弱であった映画産業は、いまや国家から国からの助成を受けることになった。Universum-Film AG (UFA) の所有者、アルフレート・フーゲンベルクは、ドイツ最大の映画会社を喜んで宣伝の目的に供した。1937年、フーゲンベルクはUFAの持ち株をカウツィオ信託に売却した。これはゲッベルスの意を受けた持株会社であった。
1942年、残存の民間映画企業を国有の Ufa-Film GmbH (UFI) に合併し、こうして全ドイツの映画制作は、ナチが握ることになった。「ナチ的、宗教的、道徳的、芸術的感性（ゲッベルス）」に反する映画は、禁止された。従わない場合、残酷な取り締まりを受けた。「芸術家は、秩序が定めるもの、国民の規律に順応しなけばならない。もし嫌だというなら、他の市民と同じく、命を失う。」とゲッベルスは言った。帝国映画法の改正によって、「映画芸術の情熱的愛好家」と自認する宣伝大臣は、個人として帝国最高位の映画界の支配者となった。
映画プロパガンダを可能な限り拡大するため、1,500以上の移動映画部隊が動員された。映画館のない地方を巡回し、プロパガンダ映画を上演した。観客の入りは上々だったが、田舎では他の娯楽が乏しかったことも一因であった。加えて第二次世界大戦中は、国防軍と武装親衛隊にいわゆる宣伝中隊を創設し、戦闘などを撮影し、映像は後にプロパガンダの目的に活用された。
ナチ政権の期間中、制作された長編映画は合計1,200作品にも及ぶが、その内わずか約160作品のみが直接のプロパガンダ映画だった。1934年から、あらゆる映画館の所有者は、本編の前にいわゆる「文化映画」の上演を義務付けられた。これは、客観的と思わせる短編ドキュメンタリー映画で、文化、自然科学など、すなわち人種学や反セム主義がテーマであった。
映画でのプロパガンダは、あらゆるテーマ、あらゆるジャンルに及んだ。ナチのプロパガンダがよく利用したジャンルは以下である。
- ニュース映画：映画館で本編の前に上演され、特に戦況を報道した。1940年からは従来、複数あったニュース映画は、『ドイツ週間ニュース』に一本化され、制作はゲッベルスが個人的に監督した。
- 文化映画：前述の人種理論、血と大地をテーマとする短編ドキュメンタリー映画。
- 党大会映画：ニュルンベルクのナチ党党大会をドキュメンタリー形式で報道した。レーニ・リーフェンシュタールの『信念の勝利』『意志の勝利』『自由の日! – 我らが国防軍』といった作品が該当し、技巧的に高度で、ナチのプロパガンダに貢献した。このカテゴリには、『総統に向かって行進（ドイツ語版）』も含まれる。
- 指導者原理を宣伝する劇映画：歴史上の指導的人物、また歴史的人物が、現在と関連づけるかたちで描かれた。例としては、フリードリヒ2世を主題とした映画、『フリデリクス（ドイツ語版）』（1937年、ヨハネス・マイアー（ドイツ語版）監督、ベルンハルト・ミネッティ出演）、『偉大なる王者（ドイツ語版）』（1942年、ファイト・ハーラン（ドイツ語版）監督、グスタフ・フレーリヒ出演）などがある。
- 持久映画：スターリングラードの戦いの後、遅くとも1943年には、宣伝にもかかわらず、「最終勝利（ドイツ語版）」への懐疑が広まっていった。持久映画では、当初の軍事的敗北も、最終的には栄光ある勝利に至ると描き、こうして敗北がいよいよ確定する中、士気の高揚を狙ったものであった。このジャンルで最後の作品は『コルベルク』であった。
- コメディー映画でのプロパガンダ：ナチ政権の期間に制作された映画の90％は、コメディー映画 (Heitere Filme, H-Filme) であった。国民の目を悩みや問題から逸らし、無意識にナチの目的を宣伝するものであった。『落第パイロット、クヴァックス（ドイツ語版）』ではハインツ・リューマンが主役を演じ、コメディータッチで、空軍の宣伝を行った。

1944年以降、映画制作の条件は大幅に悪化した。映画館や映画スタジオは破壊、占領された。ゲッベルスは、最期まで映画産業の存続を図った。廃墟の中、映画スクリーンが張られた。ソ連赤軍がベルリンに近づき、ベルリン空襲が激化する中でも、ゲッベルスは長編映画『人生は続く』を計画していた。

## 参考資料
1. ↑  Adolf Hitler: Mein Kampf. München 1939, 6. Kapitel: Kriegspropaganda, S. 198.
2. ↑  Vgl. Hitler: Mein Kampf. München 1939, Kapitel „Kriegspropaganda“, Band I, S. 193 ff.
3. ↑  Adolf Hitler: Mein Kampf. 1938, S. 197.
4. ↑  Adolf Hitler, a.a.O., S. 198.
5. ↑  Adolf Hitler, a.a.O., S. 200.
6. ↑  「プロパガンダで伝える内容は、決して変更してはならない。徹頭徹尾、常に同じでなければならない。」(Adolf Hitler, a.a.O., S. 203)、プロパガンダは「小さく限定し、これをひたすら繰り返さなければならない。執拗さはここでは［…］成功に至る第一の、最重要の前提なのである。」(Adolf Hitler, a.a.O., S. 202)
7. ↑  邦訳：ヴィクトール・クレムペラー 著、羽田洋、赤井慧爾、藤平浩之、中村元保 訳『第三帝国の言語「LTI」―ある言語学者のノート』法政大学出版局、1974年。ISBN 978-4-588-00055-3。
8. ↑  これを端的に示すものとしてゲッベルスは1932年9月4日付の日記にこう書いている。「論説では『金持ち連中』に鋭い攻撃を加える。我が党が健全であることを望むならば、今こそ再び大衆の原始的本能に訴えかける時である。」引用：Ralf Georg Reuth (Hrsg.): Joseph Goebbels Tagebücher, 2. Bd., Piper, München, S. 696.
9. ↑  Vgl. Guido Knopp: Hitlers Helfer. München, Goldmann 1998.（邦訳：グイド・クノップ 著、高木玲 訳『ヒトラーの共犯者〈上〉―12人の側近たち』原書房、2001年。ISBN 978-4562034178。グイド・クノップ 著、高木玲 訳『ヒトラーの共犯者〈下〉―12人の側近たち』原書房、2001年。ISBN 978-4562034185。）
10. ↑  Ernst Hanisch: Geschichte Österreichs 1890–1990: Der lange Schatten des Staates, Wien 1994.
11. ↑  Lutz Winckler: Studie zur gesellschaftlichen Funktion faschistischer Sprache. Frankfurt a.M., Suhrkamp 1970.
12. ↑  敵のイメージの社会心理学的メカニズムをまとめたものには以下がある。Haim Omer u. a. (Hrsg.): Feindbilder – Psychologie der Dämonisierung. Göttingen 2007, ISBN 978-3-525-49100-3, S. 42–65; dort auch „Prämissen einer dämonischen Sicht (…) 7. Heilung besteht in der Ausrottung des verborgenen Übels“
13. ↑  Guido Knopp: Hitlers Helfer, München, Goldmann 1998.
14. ↑  Stephan Marks: Warum folgten sie Hitler? Die Psychologie des Nationalsozialismus. Patmos Verlag, Düsseldorf 2007.
15. ↑  邦訳：ギュスターヴ・ル・ボン 著、桜井成夫  訳『群衆心理』講談社〈講談社学術文庫〉、1993年。ISBN 978-4061590922。
16. ↑  Adolf Hitler, a.a.O., S. 535 ff.
17. ↑  Vgl. Militärgeschichtliches Forschungsamt: Das Deutsche Reich und der Zweite Weltkrieg Band I: Die propagandistische Mobilmachung für den Krieg, Deutsche Verlags-Anstalt, ISBN 3-421-01934-7, S. 104.
18. ↑  Béla Grunberger, Pierre Dessuant: Der Antisemitismus Hitlers. In: Béla Grunberger, Pierre Dessuant: Narzißmus, Christentum, Antisemitismus. Eine psychoanalytische Untersuchung. Klett-Cotta, Stuttgart 2000, ISBN 3-608-91832-9, S. 409–480, hier S. 474.
19. ↑  Grunberger, Dessuant: Narzißmus, Christentum, Antisemitismus. 2000, S. 474.
20. ↑  邦訳：ゲッツ・アリー 著、芝健介 訳『ヒトラーの国民国家――強奪・人種戦争・国民的社会主義』岩波書店、2012年。ISBN 978-4000245166。
21. ↑  Götz Aly: Hitlers Volksstaat. Raub, Rassenkrieg und nationaler Sozialismus. Fischer, Frankfurt am Main 2005, ISBN 3-10-000420-5, S. 49 ff.
22. 1 2  Götz Aly: Hitlers Volksstaat. 2005, S. 11.
23. ↑  Robert N. Proctor: Blitzkrieg gegen den Krebs: Gesundheit und Propaganda im Dritten Reich. Klett-Cotta, 2002, ISBN 3-608-91031-X (Rezensionen bei Perlentaucher).
24. ↑  Elke Frietsch: Kulturproblem Frau: Weiblichkeitsbilder in der Kunst des Nationalsozialismus. Böhlau-Verlag 2006, ISBN 3-412-35505-4.
25. ↑  Claudia Koonz: Mütter im Vaterland. Frauen im Dritten Reich. Rowohlt Taschenbuch Verlag, Hamburg 1994.
26. ↑   ウィキメディア・コモンズには、ナチスの写真家に関するカテゴリがあります。
27. ↑  Michael Schornstheimer: Joseph Goebbels: Der Scharfmacher (dreiteilige Dokumentation über Joseph Goebbels).